# Juegos Olímpicos de Roma 1960

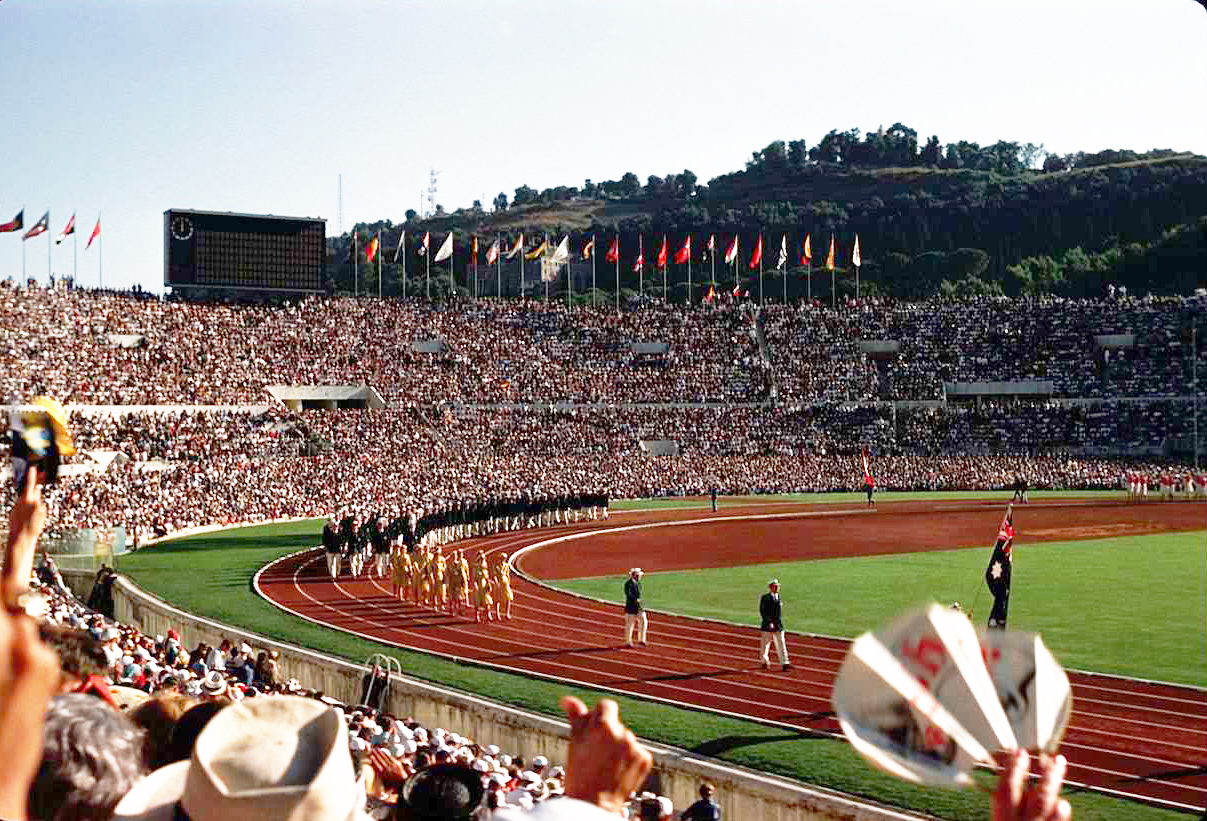
Ceremonia de apertura en 1960 Juegos Olímpicos de Verano en Stadio Olímpico de Roma, Italia

Los Juegos Olímpicos de Roma 1960, conocidos oficialmente como Juegos de la XVII Olimpiada, se celebraron en Roma, Italia. Roma ya había sido seleccionada para acoger la organización de los Juegos Olímpicos de 1908, pero tuvo que declinar y pasarle los honores a Londres. Otras ciudades que competían para acoger esta edición de los Juegos fueron: Lausana, Detroit, Budapest, Bruselas, Ciudad de México y Tokio. Participaron 5338 atletas (4727 hombres y 611 mujeres) de 83 países.

## Antorcha Olímpica
Del 12 al 25 de agosto de 1960, 1529 relevistas llevaron la antorcha olímpica en un recorrido de 2750 kilómetros que fue conocido como "el relevo clásico" porque conectaba los epicentros de las civilizaciones griega y romana.
El recorrido comenzó en Olimpia (Grecia) y luego pasó hasta Atenas. Desde allí, salió a bordo del barco Americo Vespucio rumbo a Italia.
En Italia, la ruta siguió, a grandes rasgos, el siguiente recorrido:
Siracusa - Catania - Mesina - Reggio di Calabria - Nápoles - Roma

## Destacados
- Primeros Juegos que se emitieron en directo por televisión.[3]
- Tuvo lugar la primera edición de los Juegos Paralímpicos.
- La ucraniana Larisa Latynina conserva su reinado en la gimnasia artística femenina. Logra tres oros, dos platas y un bronce. Totaliza ya doce metales. En los Juegos de Tokio'64 sumaría otras seis preseas y estableció el récord de medallas olímpicas (18) hasta que el nadador estadounidense Michael Phelps la superó en los Juegos Olímpicos de Londres'2012.
- El regatista danés Paul Elvstrøm gana su cuarta medalla de oro seguida en clase Finn, siendo el primer atleta en conseguir esta hazaña en una competición individual. Los otros dos atletas que también han conseguido este hecho son Al Oerter y Carl Lewis.
- El esgrimista Aladar Gerevich de Hungría ganó su sexta medalla de oro en el evento de sable por equipos.
- Wilma Rudolph, una antigua enferma de polio, gana tres medallas de oro en competiciones de velocidad en pista.
- Abebe Bikila de Etiopía gana la maratón descalzo, y se convierte en el primer Campeón Olímpico negro africano.
- El futuro rey Constantino II de Grecia llevó al equipo griego de vela a la medalla de oro.
- Cassius Clay, más conocido como Muhammad Ali, gana la medalla de oro en boxeo, en la categoría semipesado.
- El equipo de gimnasia masculina japonés comienza su serie de cinco victorias sucesivas desde aquí hasta los Juegos Olímpicos de Montreal 1976.
- Sudáfrica aparece en el ruedo olímpico por última vez bajo el régimen del apartheid. No se les permitiría volver hasta 1992, después del abandono del apartheid y durante la transición a un gobierno de mayoría negra.
- El piragüista sueco Gert Fredriksson gana su sexto título olímpico.
- El remero soviético Vyacheslav Ivanov gana la segunda medalla de oro, de las tres consecutivas que obtendrá en los Juegos Olímpicos.
- El ciclista danés Knud Enemark se desplomó durante su carrera bajo la influencia de anfetaminas, y más tarde murió en el hospital. Fue la segunda vez que un atleta muere en una competición olímpica, después de la muerte del corredor de maratón portugués Francisco Lázaro en los Juegos Olímpicos de 1912.

## Deportes
- Atletismo (34)
- Baloncesto (1)
- Boxeo (10)
- Ciclismo
  -  Ciclismo en pista (4)
  -  Ciclismo en ruta (2)
- Ecuestre
  -  Concurso completo (2)
  -  Doma clásica (1)
  -  Salto ecuestre (2)
- Esgrima (8)
- Fútbol (1)
- Gimnasia artística (14)
- Halterofilia (7)
- Hockey sobre césped (1)
- Lucha
  -  Lucha grecorromana (8)
  -  Lucha libre (8)
- Natación (15)
- Pentatlón moderno (2)
- Piragüismo en esprint (7)
- Remo (7)
- Saltos (4)
- Tiro (6)
- Vela (5)
- Waterpolo (1)

## Países participantes

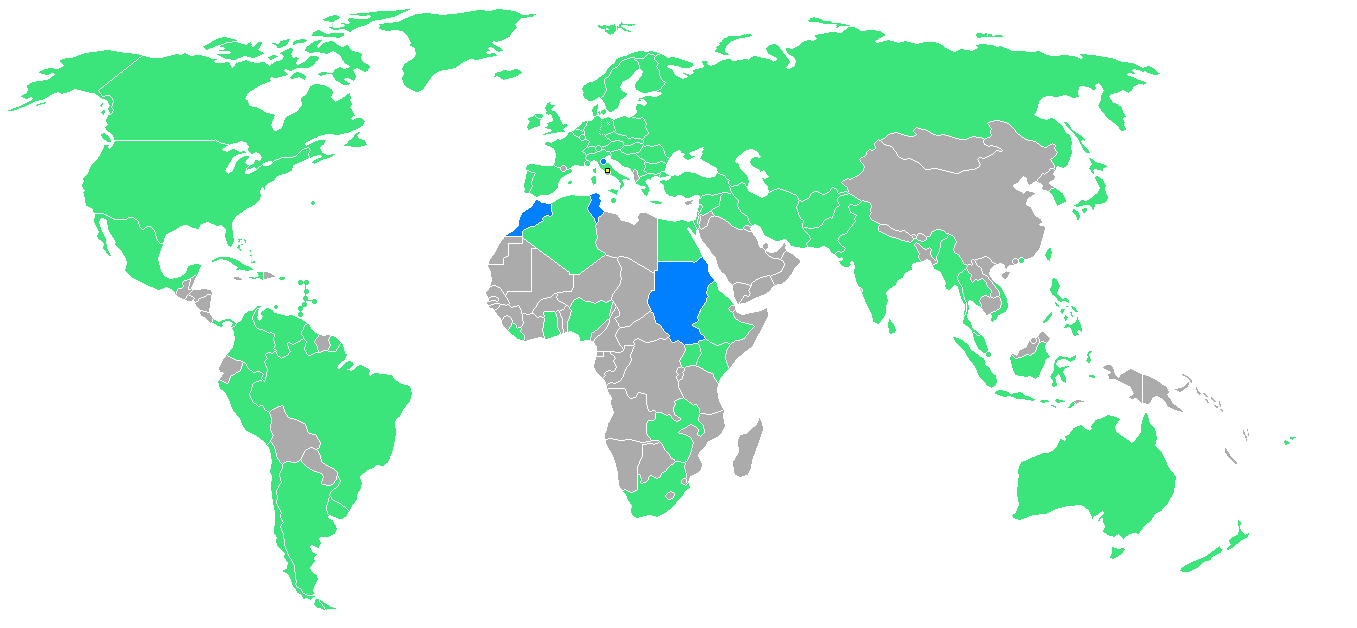
Países participantes.

Los países que compitieron en esta olimpiada fueron:
- Afganistán
- Equipo Alemán Unificado
- Antillas Neerlandesas
- Argentina
- Australia
- Austria
- Bahamas
- Bélgica
- Bermudas
- Birmania
- Brasil
- Bulgaria
- Canadá
- Ceilán
- Checoslovaquia
- Chile
- Colombia
- Corea del Sur
- Cuba
- Dinamarca
- España
- Estados Unidos
- Etiopía
- Federación de las Indias Occidentales
- Fiyi
- Filipinas
- Finlandia
- Francia
- Ghana
- Grecia
- Guyana Británica
- Haití
- Hong Kong
- Hungría
- India
- Indonesia
- Irán
- Irak
- Irlanda
- Islandia
- Israel
- Italia
- Japón
- Kenia
- Líbano
- Liberia
- Liechtenstein
- Luxemburgo
- Malasia
- Malta
- Marruecos
- México
- Mónaco
- Nigeria
- Noruega
- Nueva Zelanda
- Países Bajos
- Pakistán
- Panamá
- Perú
- Polonia
- Portugal
- Puerto Rico
- Reino Unido
- República Árabe Unida
- Rodesia del Sur
- Rumania
- San Marino
- Singapur
- Sudáfrica
- Sudán
- Suecia
- Suiza
- Tailandia
- Taiwán
- Túnez
- Turquía
- Uganda
- Unión Soviética
- Uruguay
- Venezuela
- Vietnam del Sur
- Yugoslavia.

Estas fueron las últimas olimpiadas de Sudáfrica durante el régimen del apartheid. Sudáfrica no volvería a los juegos sino hasta 1992.

## Medallero
País organizador (Italia)
| Núm. | País                          | Oro | Plata | Bronce | Total |
| ---- | ----------------------------- | --- | ----- | ------ | ----- |
| 1    | Unión Soviética (URS)         | 43  | 29    | 31     | 103   |
| 2    | Estados Unidos (USA)          | 34  | 21    | 16     | 71    |
| 3    | Italia (ITA)                  | 13  | 10    | 13     | 36    |
| 4    | Equipo Alemán Unificado (EUA) | 12  | 19    | 11     | 42    |
| 5    | Australia (AUS)               | 8   | 8     | 6      | 22    |
| 6    | Turquía (TUR)                 | 7   | 2     | 0      | 9     |
| 7    | Hungría (HUN)                 | 6   | 8     | 7      | 21    |
| 8    | Japón (JPN)                   | 4   | 7     | 7      | 18    |
| 9    | Polonia (POL)                 | 4   | 6     | 11     | 21    |
| 10   | Checoslovaquia (TCH)          | 3   | 2     | 3      | 8     |